# Arthur, Duce de Connaught și Strathearn
Prințul Arthur, Duce de Connaught și Strathearn (Arthur William Patrick Albert; 1 mai 1850 – 16 ianuarie 1942) a fost membru al familiei regale britanice, al treilea fiu și al șaptelea copil al reginei Victoria. Arthur a fost Guvernator General al Canadei din 1911 până în 1916. A fost numit Duce de Connaught și Strathearn și Conte de Sussex în 1874.
La data de 6 martie 1911, regele George al V-lea a aprobat recomandarea primului ministru britanic Herbert Henry Asquith de a-l numi pe Prințul Arthur Guvernator General al Canadei.  Astfel, Arthur William Patrick Albert a devenit cel de-al 53-lea Guvernator General al Canadei și cel de-al 10-lea de la independența Canadei din 1867.

## Tinerețe
Arthur s-a născut la Palatul Buckingham la 1 mai 1850. A fost botezat de arhiepiscopul de Canterbury, John Bird Sumner, la 22 iunie; nașii prințului au fost Prințul Moștenitor al Prusiei, Prințesa Ida de Saxa-Meiningen și  Ducele Arthur de Wellington (după care a fost numit). La fel ca frații săi mai mari, Arthur a primit o educație privată. S-a spus că a fost copilul favorit al reginei.
Încă de la o vârstă fragedă Arthur a fost atras de armată iar în 1866 s-a înscris la Colegiul Miliar Regal din Woolwich pe care l-a absolvit doi ani mai târziu și a devenit locotenent 18 iunie 1868.
De ziua mamei sale în 1874, Arthur a primit titlul de Duce de Connaught și Strathearn și Conte de Sussex. Câțiva ani mai târziu, Arthur a intrat în linia de succesiune al Ducatului de Saxa-Coburg și Gotha din Germania, după decesul nepotului său, Alfred, Prinț de Saxa-Coburg și Gotha, singurul fiu al fratelui său mai mare, Prințul Alfred, Duce de Edinburgh. A decis, totuși, să renunțe la drepturile de succesiune asupra ducatului, drepturi care au trecut altui nepot, Prințul Charles Edward, fiul Prințului Leopold.

## Căsătorie

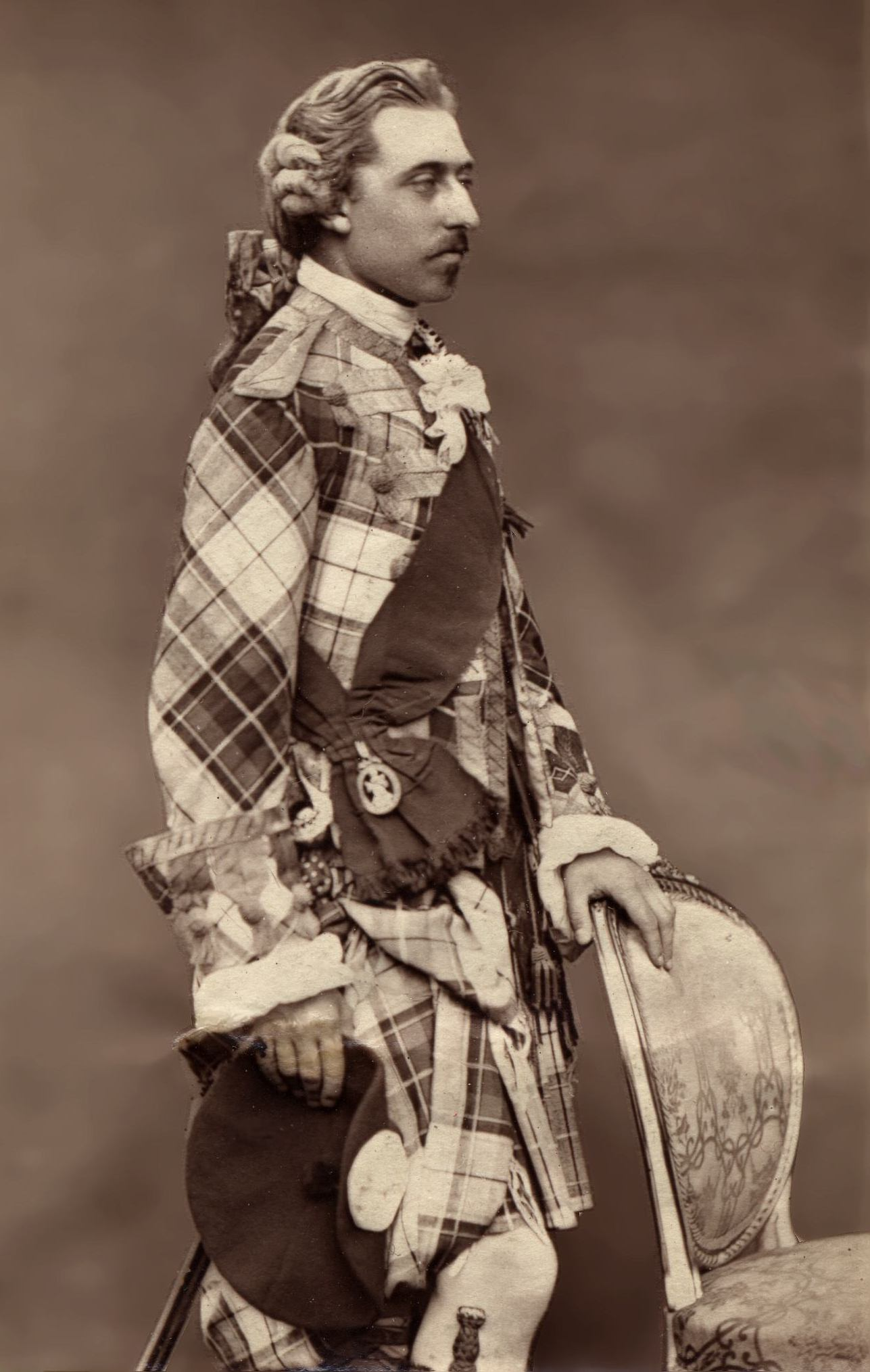
Ducele în cosum tradițional scoțian, c. 1875 – 1880

La 13 martie 1879, la Castelul Windsor, Arthur s-a căsătorit cu Prințesa Louise Margaret a Prusiei, fiica Prințului Friedrich Charles și nepoata împăratului german, Wilhelm I. Cuplul a avut trei copii: Prințesa Margaret Victoria Charlotte Augusta Norah (născută la 15 ianuarie 1882), Prințul Arthur Frederick Patrick Albert (născut la 13 ianuarie 1883) și Prințesa Victoria Patricia Helena Elizabeth (născută la 17 martie 1886). Toți copiii au fost crescuți la reședința de la Bagshot Park în Surrey iar după 1900 la Casa Clarence, reședința din Londra. 
Prin căsătoriile copiilor săi, Arthur a devenit socru al Prințului Moștenitor Gustaf Adolf al Suediei, Prințesei Alexandra, Ducesă de Fife și Sir Alexander Ramsay. 
Timp de mulți ani, Arthur a menținut o legătură cu Lady Leonie Leslie, sora lui Jennie Churchill, în timp ce a rămas devotat soției.
La 6 martie 1911 s-a anunțat că regele George al V-lea a aprobat recomandarea primului ministru britanic H.H. Asquith de a-l numi pe Arthur reprezentantul său în Canada. Arthur a devenit primul Guvernator General al Canadei de sânge regal.
În Canada, Arthur și-a adus cu el soția și fiica cea mică; acesta din urmă va deveni o figură extrem de populară în Canada. Guvernatorul General a călătorit în întreaga țară, executând sarcini constituționale și ceremoniale cum ar fi deschiderea parlamentului în 1911 (unde Arthur a purtat uniforma de mareșal iar Ducesa rochia pe care o purtase la încoronarea regelui cu un an mai devreme). Familia a călătorit în întreaga țară de câteva ori iar Guvernatorul General a făcut o vizită în Statele Unite în 1912 când s-a întâlnit cu președintele William Howard Taft.
În 1914, la izbucnirea Primului Război Mondial canadieni au fost chemați la arme împotriva Germaniei și Austro-Ungariei. Mandatul său s-a terminat în 1916.
A murit la 16 ianuarie 1942 la Bagshot Park, la vârsta de 91 de ani, 8 luni și 15 zile, la aceeași vârstă la care a murit sora lui mai mare,  Louise, Ducesă de Argyll, cu trei ani mai înainte. Un serviciu funerar a avut loc la Capela George de la Castelul Windsor la 23 ianuarie. După decesul său, un singur copil al reginei Victoria a mai rămas în viață, Prințesa Beatrice, care a murit doi ani mai târziu.